# Dorfkirche Nietwerder

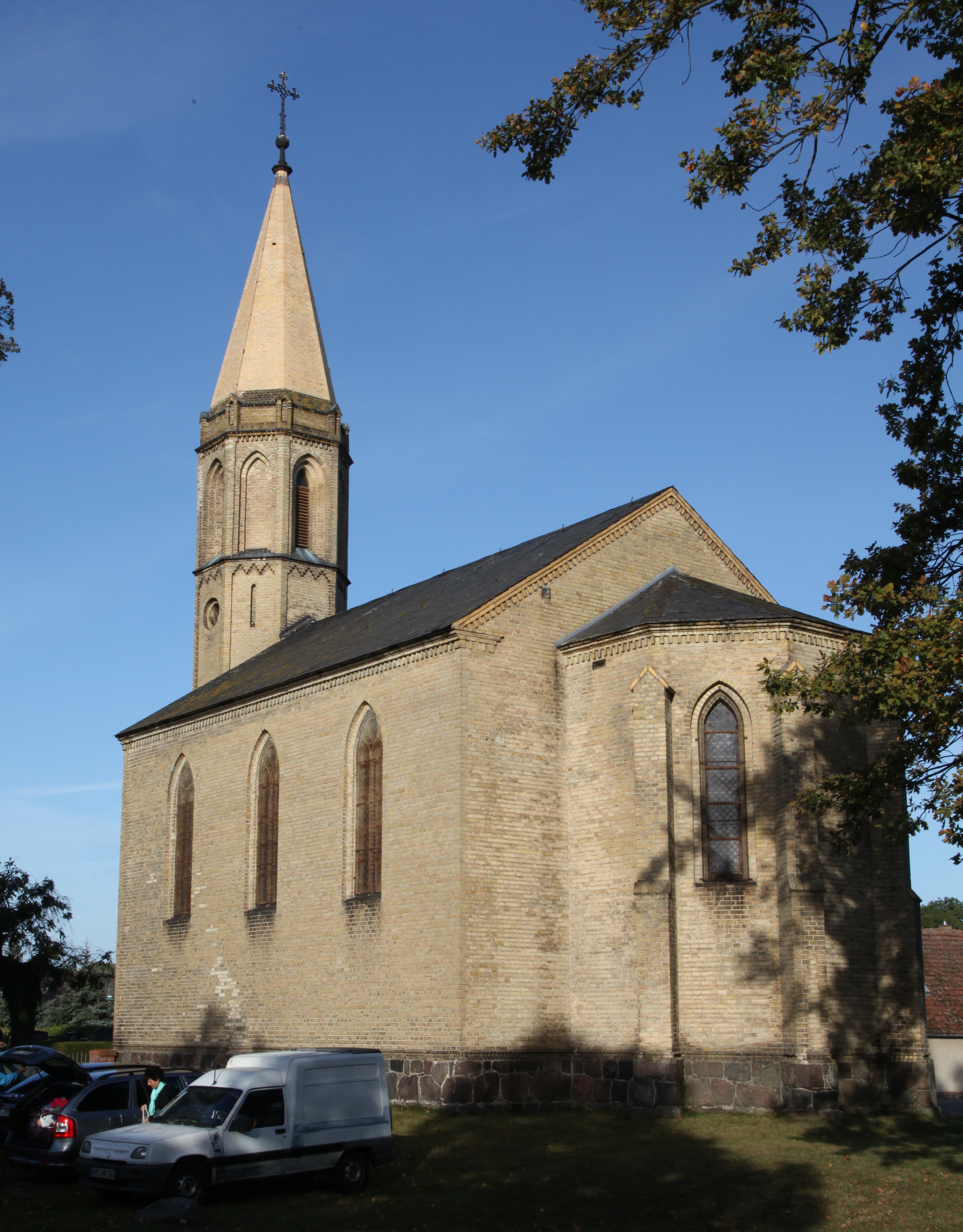
Dorfkirche in Nietwerder

Die evangelische Dorfkirche Nietwerder ist eine Saalkirche in Nietwerder, einem Ortsteil der Stadt Neuruppin im brandenburgischen Landkreis Ostprignitz-Ruppin. Die Kirche gehört der Gesamtkirchengemeinde Protzen-Wustrau-Radensleben im Kirchenkreis Wittstock-Ruppin der Evangelischen Kirche Berlin-Brandenburg-schlesische Oberlausitz an. Das Gebäude steht unter Denkmalschutz.

## Lage und Umgebung
Die Kirche befindet sich in der Mitte des Dorfangers von Nietwerder und ist von einem erhöhten Kirchhof umgeben, der von einer Feldsteinmauer mit Ziegelabdeckung eingefasst ist. Der Kirchhof ist in zwei Grabfelder aufgeteilt, die durch einen Mittelweg getrennt sind. Vor der Apsis befindet sich ein Kriegerdenkmal, das von zwei Eichen eingerahmt wird.

## Geschichte und Beschreibung
Die Kirche wurde im Jahr 1541 als Tochterkirche von Lichtenberg erwähnt und ab 1602 von Wulkow betreut. Das Patronat wurde vom Landesherrn bzw. Fiskus ausgeübt. Die ursprüngliche Kirche, vermutlich aus dem Mittelalter, wurde im Jahr 1734 abgerissen und durch einen Neubau von Friedrich Wilhelm Dieterichs und Christian Friedrich Unruhe ersetzt. Im Jahr 1860 plante Kreisbaumeister Maaß einen neuen Entwurf, der einen quadratischen Westturm, Rundbogenfenster und eine Halbrundapsis vorsah. Nach dem Abriss der barocken Kirche und Planänderungen durch Friedrich August Stüler im Jahr 1867 wurde der aktuelle Kirchenbau unter der Leitung von Kreisbaumeister Kromrey errichtet. Die Kirche wurde im Jahr 1960 restauriert.
Die neogotische Saalkirche besteht aus gelben Hartbrandziegeln auf einem Feldsteinquadersockel. Das rechteckige Schiff ist sehr schlicht und wird lediglich von drei Spitzbogenfenstern auf beiden Längsseiten sowie zwei etwas kleineren Fenstern und darunterliegenden Portalen auf der Westseite gegliedert. Im Osten befindet sich eine polygonale Apsis mit Strebepfeilern. Vor der Westfront steht ein polygonaler Turm auf einem quadratischen Unterbau, der freistehend in der Art eines Campanile gestaltet ist. Der Turm wird durch Lisenen, Friese, abgestufte Portal- und Fenstergewände sowie weitere Schmuckformen hervorgehoben. Das Innere der Kirche ist von nüchterner Strenge geprägt und verfügt über eine einheitliche Ausstattung. Die Apsis überdeckt ein Sterngewölbe, während das Schiff über einen offenen Dachstuhl verfügt. Bauzeitlich sind  der Altar, die Kanzel, das Gestühl, die Empore. Die Orgel stammt aus der Werkstatt Albert Hollenbachs und wurde ab Ende 2022 saniert und mit einem Motor ausgestattet.